# Gertrud von Hoschek

Rollenfoto von Gertrud von Hoschek, um 1920

Gertrud Annemarie von Hoschek (* 9. März 1910 in Mainz; † 16. August 1998 in Augsburg) war eine deutsche Kinderschauspielerin.

## Leben und Wirken
Die Tochter des Versicherungsinspektors Heinrich von Hoschek und seiner Gattin Kamilla Pauline, geb. Hirsch, erhielt Privatunterricht und besuchte eine Höhere Töchterschule. Über ihren Onkel Julius Hirsch, der später Generalsekretär beim Bühnenverein wurde, stieß sie 1914 zum Theater: Max Reinhardt setzte die Vierjährige in einer Inszenierung von Don Carlos als Infantin ein. Vier Jahre später debütierte das Mädchen beim Film.
Bis 1922 wurde sie regelmäßig als Töchterchen vom Dienst besetzt, danach trat Gertrud von Hoschek fast nur am Theater auf, wo sie bis Mitte der 1920er Jahre oft mit Backfischrollen bedacht wurde. Zu den Stücken, in denen sie auftrat, gehören Nju, Cäsar und Cleopatra, Fuhrmann Henschel, Rose Bernd, Die Weber, Das Dreimäderlhaus und Götz von Berlichingen. Sie wirkte zu dieser Zeit an mehreren Berliner Spielstätten, darunter das Deutsche Theater, die Tribüne, das Theater in der Kommandantenstraße, das Theater des Westens, das Große Schauspielhaus und das Berliner Theater.
Mit dem Übergang in das frühe Erwachsenenalter beendete Gertrud von Hoschek ihre Darstellertätigkeit; Verpflichtungen bei Bühne oder Film sind seitdem nicht mehr feststellbar. Sie starb 1998 in Augsburg.

## Filmografie
- 1918: Peer Gynt
- 1919: Die Geächteten
- 1920: Nirvana (6 Teile)
- 1920: Das große Geheimnis
- 1921: Toteninsel
- 1920: Das Haus des Schreckens
- 1921: Die Geschichte von Barak Johnson
- 1921: Die Geschichte des grauen Hauses, 2. Teil: Der Mord aus Verworfenheit
- 1922: Die Fürstin der Ozeanwerft
- 1922: Der falsche Dimitry
- 1925: Luxusweibchen